# Eligiusz Niewiadomski

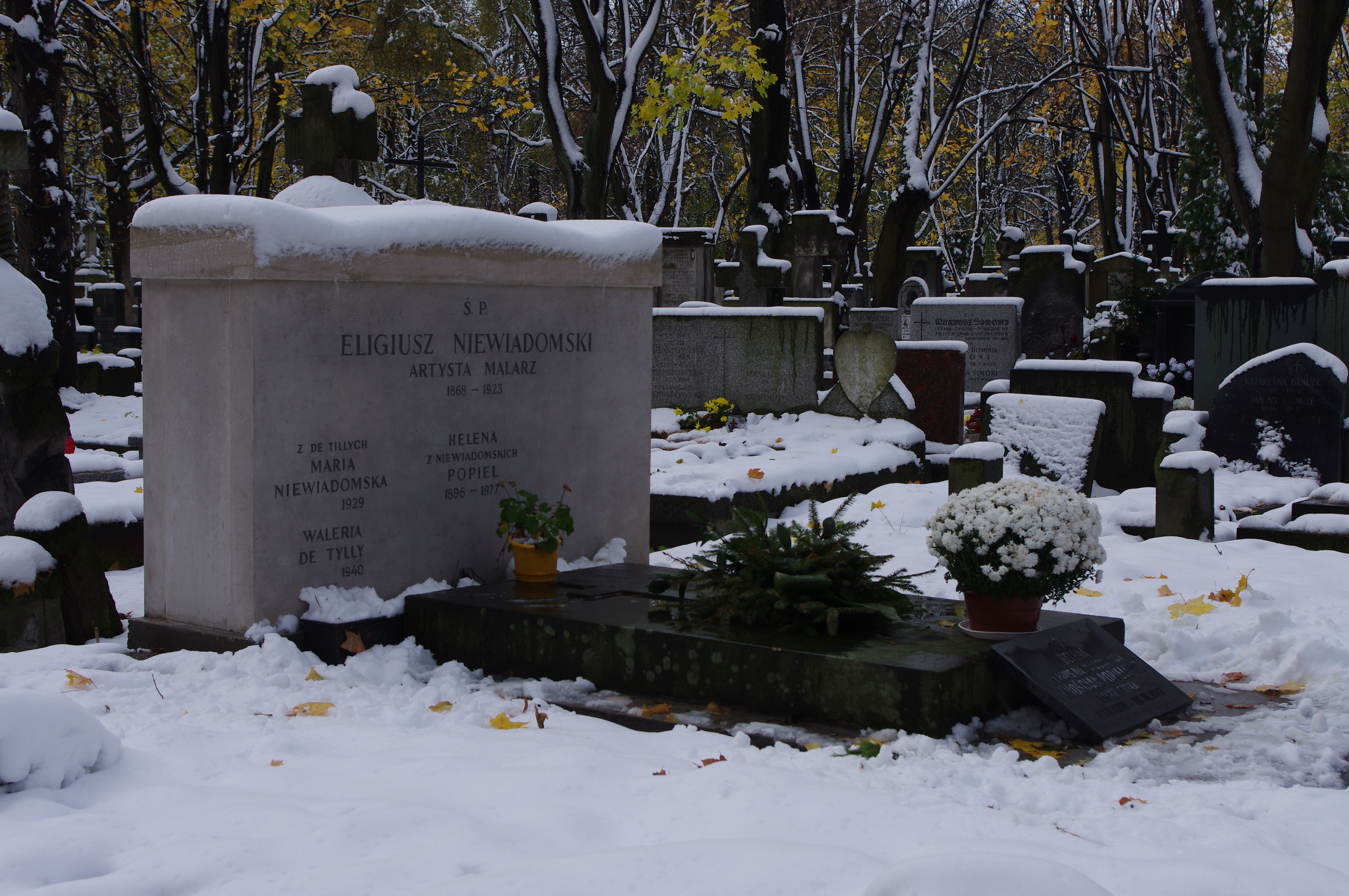
Jeho hrob ve Varšavě.

Eligiusz Józef Niewiadomski (1. prosince 1869 Varšava – 31. ledna 1923 Varšava) byl polský modernistický malíř, pedagog, umělecký kritik, sociální aktivista, účastník bojů za polskou nezávislost, sympatizant s nacionalisty a atentátník.

## Životopis

### Mládí
Eligiusz Niewiadomski se narodil do rodiny Wincenta Niewiadomského, spisovatele a účastníka lednového povstání a ženy v domácnosti Julie Wernerové. Ve dvou letech ztratil matku, kterou mu nahradila sestra Cecilia.
V roce 1888 dokončil střední školy v oboru matematika. Ve studiu pokračoval na Akademii výtvarných umění v Petrohradě, kterou dokončil v roce 1894, a kde obdržel zlatou medaili za obraz Kentauři v lese. Později získal ještě dvě stříbrné medaile. V letech 1894–1896 pokračoval ve studiu na akademii v Paříži. Jeho učitelem byl Wojciech Gerson.
V roce 1891 se účastnil studentských demonstrací za nezávislost ve Varšavě. Roku 1897 se stal člen tajné národní ligy, kterou však brzy opustil proto, že během rusko-japonské války požadoval, aby LN provedla anti-ruské podvratné akce (vyhodit do povětří mosty na řekách Kamě a Volze). Jeho nápad byl odmítnut.

### Umělecká činnost
Po návratu do Varšavy se proslavil jako novinář a kritik umění – jeho články byly oceňovány odborníky. Od roku 1897 vyučoval kreslení na varšavské polytechnice, věnoval se především práci na přestavbu varšavské školy výtvarných umění na evropskou úroveň.
V roce 1901 byl zatčen za pašování polských letáků vyzývajících k samostatnosti do Haliče a uvězněn v Pawiaku a v jiných varšavských citadelách. Po propuštění přišel o práci na polytechnice.
Často chodil přednášet o historii umění. Přednášel také na ženských školách (např. na škole Cecilie Plater-Zyberkówny ve Varšavě, Polské Svobodné univerzitě aj.) Sám dodal nástěnné malby do města Konin, konkrétně do tamního kostela.
Během první světové války vytvořil Niewiadomski pro podporu umění tyto brožury: Potrzeby artystyczne Warszawy wobec przewidywanych zmian politycznych (1915) a Program i metoda nauki rysunku w średnich i wyższych szkołach techniczno-mechanicznych (1917).
V letech 1916–1917 učil historii umění, maloval portréty, umělecké kompozice a ilustroval časopisy. Postavil se na stranu Dohody a nesouhlasil se spoluprací s Německem reprezentovanou Józefem Piłsudským a Wojciechem Studnickým. Dne 1. března 1918 byl jmenován vedoucím oddělení malby a sochařství na ministerstvu kultury a umění ve vládě Polského království.

### Polská nezávislost
Dne 28. února 1918 měl nehodu při výskoku z tramvaje. Dne 10. listopadu 1918 se aktivně zapojil do odzbrojování německých vojáků ve Varšavě.
V roce 1920, v době polsko-sovětské války, se přihlásil dobrovolně do armády, ale byl odmítnut z důvodu vysokého věku (bylo mu 51 let). Díky zásahu generála Kazimierze Sosnkowského byl přijat do kontrarozvědky generálního štábu, kde vyzýval k posílení bojů a sabotáží komunistických bašt, ale jeho myšlenky byly zamítnuty. Pocit zbytečnosti a znechucení jej donutil, aby požádal o převod do 5. pěšího pluku, kde se svým synem Stefanem bojoval na frontě.
V roce 1921 byl demobilizován, vrátil se do Varšavy na bývalou pozici na ministerstvu kultury a umění jako úředník.

### Vražda a trest smrti
Niewiadomski si však vysloužil i jedno negativní prvenství. Dne 16. prosince 1922 přišel na vernisáž výstavy ve varšavské národní galerii Zachęta, na níž byl přítomen i první čerstvě zvolený prezident Gabriel Narutowicz. Niewiadomski se k němu přiblížil, vytáhl revolver a třikrát na prezidenta vystřelil. Narutowicz byl na místě mrtev. Niewiadomski se nijak nebránil, policie jej okamžitě zatkla.
Niewiadomski přiznal, že měl původně v úmyslu zabít Józefa Piłsudského, o kterém si myslel, že je hlavním viníkem úpadku polské demokracie. Od této myšlenky nicméně ustoupil, když zjistil, že Piłsudski nejeví zájem o prezidentský post. Vraždu začal opět promýšlet 9. prosince 1922, kdy byl Narutowicz zvolen prezidentem.
Dne 31. prosince 1922 byl odsouzen k trestu smrti. Při čekání na výkon trestu napsal Zápisky z vězení, v nichž zobrazuje své názory na politiku, vlastenectví a obavy z polské budoucnosti.
Eligiusz Niewiadomski byl 31. ledna 1923 popraven zastřelením. Jeho poslední slova byla: „Umírám za Polsko, které ničí Piłsudski”. V rukou svíral růži.
Byl pohřben na varšavském hřbitově 'Stare Powązki'. Pohřeb provázely demonstrace na ospravedlnění jeho činu, demonstrantů bylo asi 10 000, většinou národních demokratů, se kterými se Niewiadomski stýkal, a jejichž kandidát Maurycy Zamoyski prohrál v prezidentských volbách proti Narutowiczovi.
Po své smrti se Niewiadomski stal kontroverzní postavou. Zatímco pravicově orientovaní Poláci jej oslavovali jako národního hrdinu, pro zbylou většinu je pouze obyčejným a opovrženíhodným vrahem.

## Obrazy

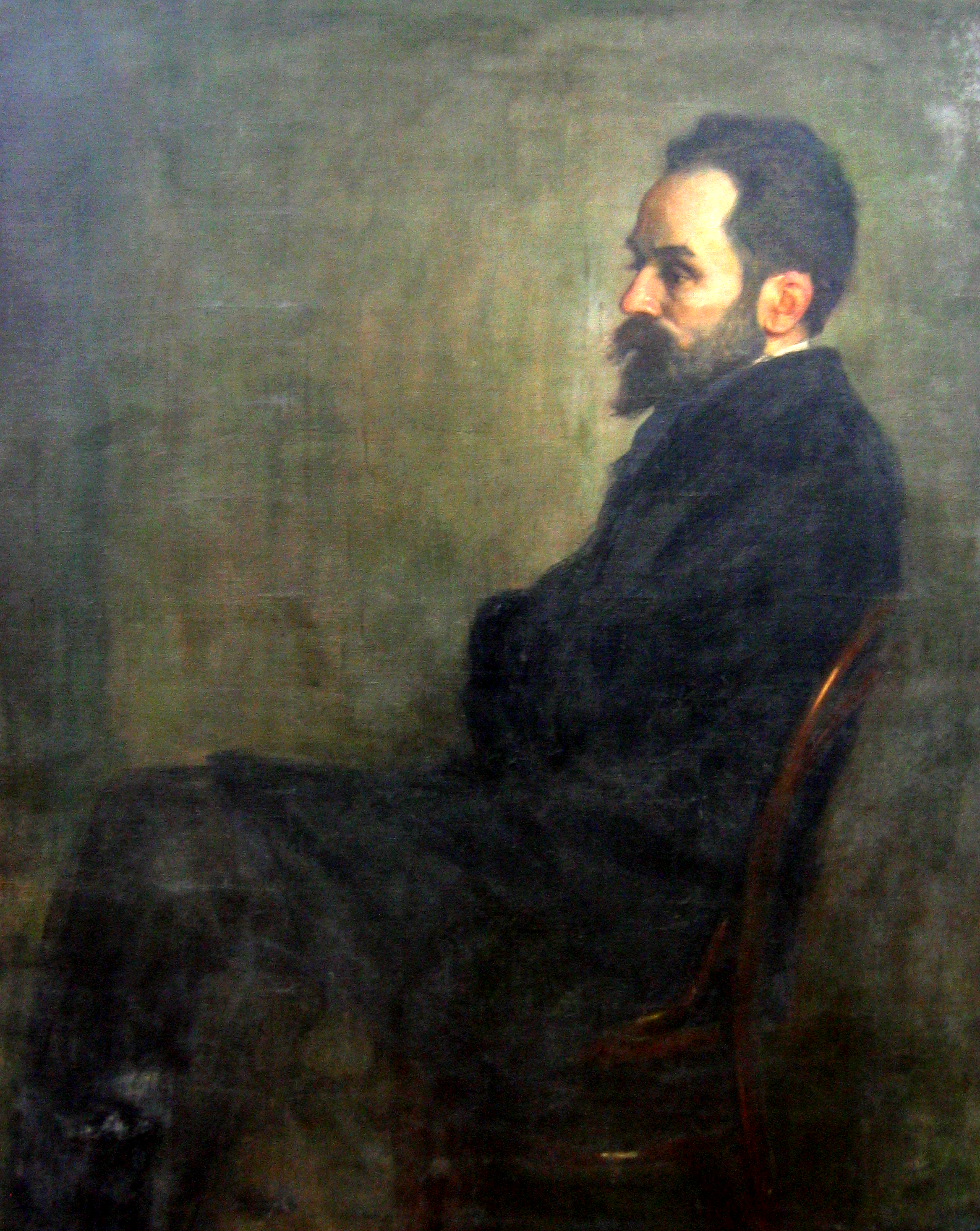
Stefan Żeromski, 1900
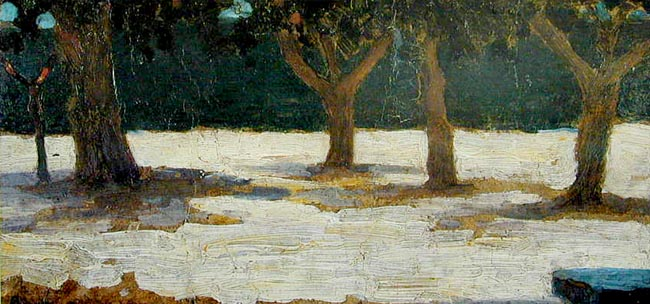
Korsické pobřeží, 1914